# 市ノ山古墳
市ノ山古墳（いちのやまこふん、市野山古墳）は、大阪府藤井寺市にある古墳。形状は前方後円墳。古市古墳群（世界文化遺産）を構成する古墳の1つ。
実際の被葬者は明らかでないが、宮内庁により「惠我長野北陵（えがのながののきたのみささぎ）」として第19代允恭天皇の陵に治定されている。

## 概要
墳丘長は227メートルで全国20位。前方部の高さ23.3メートル、後円部の高さ22.3メートル。允恭天皇陵とも。
出土した埴輪などから、築造年代は5世紀後半とされる。近くに伴林氏神社、国府八幡神社、唐櫃山古墳、長持山古墳、衣縫塚古墳などがある。

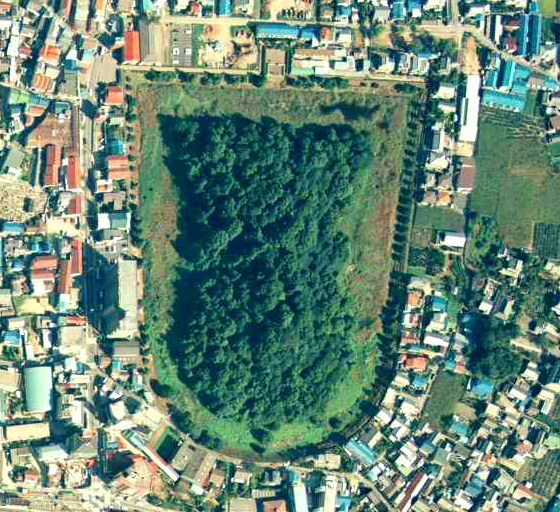
国土交通省 国土地理院 地図・空中写真閲覧サービスの空中写真を基に作成
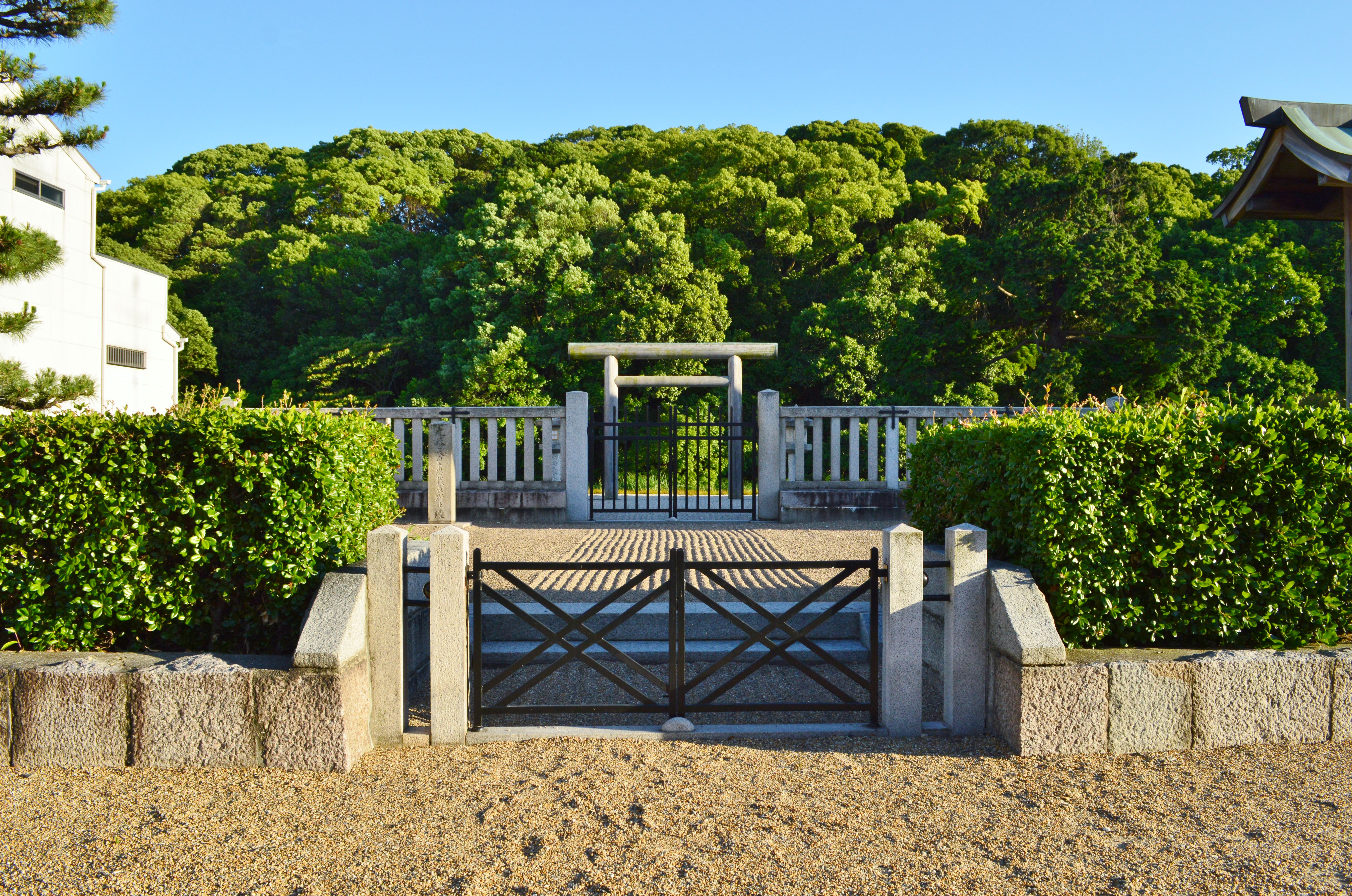
允恭天皇惠我長野北陵 拝所

## 交通アクセス
- 近鉄南大阪線、土師ノ里駅から徒歩5分